# Pest (Band)
Pest ist eine Black-Metal-Band, die 1997 in Schweden gegründet wurde.

## Bandgeschichte
1997 wurde Pest von den beiden Musikern Necro und Equimanthorn gegründet. Das erste Demo erschien 1998, ein zweites folgte 1999 in einer Auflage von 50 Stück. Auf letzterem spielte Robban das Schlagzeug ein. Ein weiteres Demo erschien noch im gleichen Jahr, diesmal mit einem Session-Schlagzeuger namens Hate.
2002 erschien die erste professionelle Veröffentlichung, ein Minialbum mit dem Titel Blasphemy Is My Throne, limitiert auf 300 Schallplatten und 500 MCDs. Wieder übernahm Hate das Schlagzeug. 2003 folgte ein weiteres Demo, diesmal ohne Hilfe von außen.
Desecration, das Debütalbum der Band, erschien 2003 und wurde von No Colours Records veröffentlicht. Eine LP-Version erschien über Blut und Eisen Productions. 2004 folgten zwei streng limitierte EPs. Dauðafærð ist in Altschwedisch verfasst und enthält nur den etwa zwanzigminütigen Track „Lífit es Dauðafærð“. Einige Veröffentlichungen haben eine englischsprachige Version auf der B-Seite. Die zweite, wiederum stark limitierte EP enthält die Demos der Band und erschien über die deutsche Plattenfirma Deviant Records. Das zweite Album In Total Contempt erscheint 2005, wiederum über No Colours. 2006 erscheint eine weitere Single via Iron Fist Productions.
Im Jahr 2008 kam das neue Album Rest in Morbid Darkness auf den Markt. Mittlerweile hat die Band den Vertrieb gewechselt und ist nun bei Season of Mist unter Vertrag.

## Musikstil und Ideologie
Die Band spielt klassischen Black Metal im Stile von Gorgoroth und alten Darkthrone, der (von der Band ausdrücklich betont) nicht von Keyboard oder Frauengesang unterstützt wird. Mit dem zweiten Album fanden vermehrt Thrash- und Heavy-Metal-Einflüsse ihren Weg in die Musik. Die Musik ist meist schnörkellos und recht einfach gestrickt. Die Texte handeln oft von Satanismus und Misanthropie. Die Band lehnt politische Aussagen ab und distanziert sich von der sogenannten NSBM-Szene. Zu entsprechenden Verdächtigungen kam es wegen der Plattenfirma No Colours Records, die ihre ersten beiden Alben veröffentlichte. Die Band äußerte sich zu den Vorwürfen:

„No Colours is an ok label with bad reputation I think, at least that is what I've heard. It's an old label, and for persons like me, who lives in the past sort of, it felt ok signing to them.“

Die Band ist bisher noch nicht live aufgetreten. Entgegen früheren Aussagen lehnt sie dies jedoch nicht mehr kategorisch ab. Die Band sucht derzeit Session-Mitglieder, die sie bei eventuellen Live-Aktivitäten unterstützen sollen. Außerdem distanziert sie sich von den MySpace-Auftritten, die vermutlich von Fans erstellt wurden.

## Diskografie
- 1999: In Eternity Skyless (Demo)
- 1999: Black Thorns (Demo)
- 2002: Blasphemy Is My Throne (EP)
- 2003: Desecration Advance Tape (Promo)
- 2003: Desecration (Album)
- 2003: Funeral auf Tormenting Legends
- 2004: Dauðafærð (Album)
- 2005: In Total Contempt (Album)
- 2006: Evil Return (Single)
- 2008: Rest in Morbid Darkness (Album)